# Moneten fürs Kätzchen
Moneten fürs Kätzchen (Originaltitel: La fiancée du pirate) ist ein französischer Film aus dem Jahre 1969. Alternativtitel sind Die Piratenbraut und Rache auf französisch.

## Handlung
Marie, die nach dem Tode ihrer Mutter ein einsames Leben in der französischen Provinz führt, arbeitet als Putzfrau bei einer Gutsherrin. Sie wird dort genötigt, sich zu prostituieren und bekommt regen Zulauf aus dem Dorf. Es zeigt sich bald, dass die männlichen Dorfbewohner hinter ihrer bürgerlichen Fassade moralisch sehr verkommen sind. Durch das Tabu der Prostitution versucht Marie, sich Macht über diese Männer zu verschaffen.

## Kritik
„Mit burleskem Schwung inszenierte bissige Satire, die ihren Unterhaltungswert jedoch durch grobe Mittel mindert.“